# Санта Ђустина (Белуно)
Санта Ђустина (итал. Santa Giustina) је насеље у Италији у округу Белуно, региону Венето.
Према процени из 2011. у насељу је живело 4587 становника. Насеље се налази на надморској висини од 305 м.

## Становништво
Према резултатима пописа становништва 2011. у општини је живело 6.767 становника.
| 1931. | 1936. | 1951. | 1961. | 1971. | 1981. | 1991. | 2001. | 2011. |
| ----- | ----- | ----- | ----- | ----- | ----- | ----- | ----- | ----- |
| 5.805 | 5.396 | 5.727 | 5.749 | 5.495 | 5.854 | 6.131 | 6.428 | 6.767 |

## Партнерски градови
- São Valentim